# Списак епизода серије Злочиначки умови: Понашање осумњиченог

Серија Злочиначки умови: Понашање осумњиченог имала је само једну сезону због ниске гледаности и завршила се са неизвесним крајем. Серија је емитована од 26. фебруара до 12. маја 2011. године.
Серија Злочиначки умови: Понашање осумњиченог има 13 епизода.

## Pregled
| Сезона | Сезона | Епизоде | Емитовање         | Емитовање           |
| Сезона | Сезона | Епизоде | Почетак емитовања | Завршетак емитовања |
| ------ | ------ | ------- | ----------------- | ------------------- |
|        | Пробна | 1       | 7. април 2010.    | 7. април 2010.      |
|        | 1      | 13      | 16. фебруар 2011. | 25. мај 2011.       |

## Епизода

### Пробна (2010)
Уводна епизода (Злочиначки умови 5. сезона)
| Бр. еп. (укупно) | Бр. еп. (у сезони) | Наслов  | Редитељ       | Сценариста                                                      | Премијера      | Прод. код | Гледаност у САД-у (милиони) |
| --- | ------------------ | ------- | ------------- | --------------------------------------------------------------- | -------------- | --------- | --------------------------- |
| 109 | 18                 | "Борба" | Ричард Шепард | Синопсис: Крис Манди Сценарио: Крис Манди и Едвард Ален Бернеро | 7. април 2010. | 518       | 12.70                       |
| Када је бескућник из Сан Франциска у Калифорнији пронађен мртав, а отац и његова ћерка тинејџерка потом отети, Јединица за анализу понашања (ЈАП) сарађује са припадником полицијске службе Семом Купером и Јединицом Црвена ћелија, екипом за брзо реаговање са неконвенционалним методама, како би пронашла везу између ова два случаја. |                    |         |               |                                                                 |                |           |                             |

### 1. сезона (2011)
| Бр. еп. (укупно) | Бр. еп. (у сезони) | Наслов                      | Редитељ             | Сценариста                 | Премијера         | Прод. код | Гледаност у САД-у (милиони) |
| --- | ------------------ | --------------------------- | ------------------- | -------------------------- | ----------------- | --------- | --------------------------- |
| 1 | 1                  | "Два иста"                  | Џон Терлески        | Роб Феско                  | 16. фебруар 2011. | 107       | 13.06                       |
| Када се десила отмица детета у Кливленду у Охају, агент Купер и његова екипа морају да покушају да ухвате несуба пре него што још деце буде у опасности.                                                                              |                    |                             |                     |                            |                   |           |                             |
| 2 | 2                  | "Усамљено срце"             | Мајкл Воткинс       | Шинтаро Шимосава           | 23. фебруар 2011. | 104       | 9.81                        |
| Агент Купер мора да открије везу између низа убистава пословних људи која су се десила по хотелима у Синсинатију. |                    |                             |                     |                            |                   |           |                             |
| 3 | 3                  | "Не видети зло"             | Роб Спера           | Бери Шајндел               | 2. март 2011.     | 109       | 10.36                       |
| Екипа Црвене ћелије покушава да повеже два необична убиства у Тусону у Аризони. Првој жртви убиства су очи ископане, а друга је убијена убодом шиљком за лед у уво. Обе жртве су онеспособљене дрогом за парализовање.                |                    |                             |                     |                            |                   |           |                             |
| 4 | 4                  | "Убиство једним хицем"      | Тери Мекдону        | Роб Феско                  | 9. март 2011.     | 102       | 9.12                        |
| Екипа Црвене ћелије прави профил серијског снајперисте из Чикага коме је мета Мик. |                    |                             |                     |                            |                   |           |                             |
| 5 | 5                  | "Овде гори"                 | Ендру Бернштајн     | Крис Манди и Ијан Голдберг | 16. март 2011.    | 101       | 10.33                       |
| Након што се десила експлозија у једној школи, ЈАП жури да реши случај бомбаша из Фредериксбурга у Вирџинији. |                    |                             |                     |                            |                   |           |                             |
| 6 | 6                  | "Приврженост"               | Роб Спера           | Бери Шајндел               | 2. март 2011.     | 111       | 8.80                        |
| ЈАП покушава да реши случај након што је неколико жртава отето и пронађено обешено у неколико градова државе. |                    |                             |                     |                            |                   |           |                             |
| 7 | 7                  | "Џејн"                      | Роб Харди           | Глен Мазара                | 30. март 2011.    | 108       | 9.53                        |
| Екипа црвене ћелије покушава да реши отмице неколико жена у Индијанополису где несуб мења жртвама предност. |                    |                             |                     |                            |                   |           |                             |
| 8 | 8                  | "Ноћни соко"                | Двајт Литл          | Ијан Голдберг              | 6. април 2011.    | 106       | 9.12                        |
| Агент Купер и његове екипа морају да открију везу између неколико убистава која су се догодила у Тулси у Оклахоми која су се десила за последња 24 сата.                                                                              |                    |                             |                     |                            |                   |           |                             |
| 9 | 9                  | "Гушење"                    | Фил Абрахам         | Џон Блејк и Мелиса Блејк   | 13. април 2011.   | 105       | 9.96                        |
| Кад је Бет открила Микову мрачну тајну, екипа мора да открије истину о отмицама тек посталих мама у Масачусетсу у Новом Хампширу када једна крене по злу.                                                                             |                    |                             |                     |                            |                   |           |                             |
| 10 | 10                 | "Сад је време"              | Тим Мејтсон         | Џон Блејк и Мелиса Блејк   | 4. мај 2011.      | 110       | 8.83                        |
| Када случај девојчице која је изманипулисала двојицу дечака да побију своје породице не дође на суђење и падне у руке агенту Куперу, он мора да ради са својом екипом да реши случај.                                                 |                    |                             |                     |                            |                   |           |                             |
| 11 | 11                 | "Луталице"                  | Ана Џ. Фоерстер     | Крис Манди и Глен Мазара   | 11. мај 2011.     | 103       | 9.31                        |
| Када је кумица директора ФБИ-ја Фикнера, које је отуђена ћерка савезног судије, отета, агент Купер и његова екипа морају по сваку цену да је врате сигурну и приведу отмичара.                                                        |                    |                             |                     |                            |                   |           |                             |
| 12 | 12                 | "Девојка са плавом маском"  | Фелика Алкала       | Марк Ричард                | 18. мај 2011.     | 112       | 8.46                        |
| Екипа Црвене ћелије мора да реши случај убице који унакажује лица својих жртава, случај у коме је прва жртва убице пронађена у дворишту ФБИ-ја у Квантику у Вирџинији. На крају су дошли до његовог дома у Биковој Глави у Вирџинији. |                    |                             |                     |                            |                   |           |                             |
| 13 | 13                 | "Смрт од хиљаду посекотина" | Едвард Ален Бернеро | Ијан Голдберг              | 25. мај 2011.     | 113       | 7.25                        |
| Агент Купер и његова екипа путују у Далас у покушају да реше случај отмичара и убице који убија из забаве. Такође, Пророк и Бет иду на тајни задатак, а Бетина судбина је у опасности.                                                |                    |                             |                     |                            |                   |           |                             |

## Извори
1. ↑  https://web.archive.org/web/20100417123622/http://tvbythenumbers.com/2010/04/13/tv-ratings-top-25-ncaa-final-joins-idol-dancing-on-top-weekly-broadcast-charts/48169
2. ↑  https://web.archive.org/web/20110219103151/http://tvbythenumbers.zap2it.com/2011/02/17/wednesday-final-ratings-american-idol-adjusted-up/83082
3. ↑  https://web.archive.org/web/20110226140309/http://tvbythenumbers.zap2it.com/2011/02/24/wednesday-final-ratings-mr-sunshine-survivor-criminal-minds-cm-suspect-behavior-all-adjusted-down/83690
4. ↑  https://web.archive.org/web/20110306133030/http://tvbythenumbers.zap2it.com/2011/03/03/wednesday-final-ratings-american-idol-adjusted-up-better-with-you-adjusted-down/84509
5. ↑  https://web.archive.org/web/20110313052008/http://tvbythenumbers.zap2it.com/2011/03/10/wednesday-final-ratings-american-idol-adjusted-up-shedding-for-the-wedding-down/85299
6. ↑  https://web.archive.org/web/20110321013902/http://tvbythenumbers.zap2it.com/2011/03/17/wednesday-final-ratings-american-idol-survivor-minute-top-model-adjusted-up-off-the-map-criminal-minds-sb-adjusted-down/86123
7. ↑  https://web.archive.org/web/20110429075854/http://tvbythenumbers.zap2it.com/2011/03/24/wednesday-final-ratings-american-idol-modern-family-survivor-antm-adjusted-up-mr-sunshine-adjusted-down/86934
8. ↑  https://web.archive.org/web/20110404003102/http://tvbythenumbers.zap2it.com/2011/03/31/wednesday-final-ratings-american-idol-survivor-criminal-minds-law-ordersvu-minute-adjusted-up/87774
9. ↑  https://web.archive.org/web/20110410002534/http://tvbythenumbers.zap2it.com/2011/04/07/wednesday-final-ratings-law-order-svu-survivor-american-idol-adjusted-up/88654
10. ↑  https://web.archive.org/web/20110417015733/http://tvbythenumbers.zap2it.com/2011/04/14/wednesday-final-ratings-american-idol-modern-family-happy-endings-survivor-criminal-minds-suspect-behavior-adjusted-up-breaking-in-minute-shedding-adjusted/89416
11. ↑  https://web.archive.org/web/20110508213947/http://tvbythenumbers.zap2it.com/2011/05/05/wednesday-final-ratings-american-idol-survivor-modern-family-law-breaking-in-adjusted-down/91702
12. ↑  https://web.archive.org/web/20110514170003/http://tvbythenumbers.zap2it.com/2011/05/12/wednesday-final-ratings-american-idol-the-middle-better-with-you-modern-family-survivor-adjusted-up-breaking-in-cougar-town-adj-down/92360/
13. ↑  https://web.archive.org/web/20110521170250/http://tvbythenumbers.zap2it.com/2011/05/19/wednesday-final-ratings-american-idol-modern-family-law-happy-endings-adj-down/93382/
14. ↑  https://web.archive.org/web/20110528112140/http://tvbythenumbers.zap2it.com/2011/05/26/wednesday-final-ratings-american-idol-modern-family-adjusted-up-law-order-la-criminal-minds-suspect-behavior-adjusted-down/93970/